# La espada & la pared
La espada & la pared es el tercer álbum de estudio de la banda chilena Los Tres. Su éxito a nivel local e internacional les significó una creciente valoración de su trabajo, y les permitió convertirse en la banda más importante de los noventa en Chile.
En abril de 2008, la edición chilena de la revista Rolling Stone situó a este álbum en el décimo lugar dentro de los 50 mejores discos chilenos de todos los tiempos, ranking en el cual también están presentes los álbumes Los Tres (1991), en el vigésimo lugar, y Fome (1997), en el vigésimo noveno lugar.

## Contenido
En una época en que la música de Chile se encuentra renaciendo de los difíciles días de la dictadura militar, en los que existió poco movimiento cultural. La juventud de la época se sintió identificada por las letras sentidas e intrincadas de Álvaro Henríquez, y el virtuosismo jazz de la guitarra de Ángel Parra y del contrabajo de Roberto Lindl. Fuera de ello, los principales sencillos del disco (Déjate caer, "La espada & la pared", "Hojas de té", "Tírate") lograron sobrepasar, en muchas ocasiones, las barreras de edad, y sirvieron para acercar la música de la banda a los diferentes sectores del Chile de los 90.[cita requerida]
Contribuyó a esto último la colaboración con el cantante Buddy Richard en la versión rock para su clásico "Tu cariño se me va", que trepó a las más altas posiciones de los rankings locales. Se iniciaba así el trabajo de reconocimiento de las raíces culturales que el grupo emprendería en proyectos posteriores como La Yein Fonda y Peineta. Sin ir más lejos, la banda interpretó en sus conciertos éxitos del mismo Buddy Richard, además de Los Ángeles Negros y Los Diablos Azules, entre otros.

## Lista de canciones
Todas las canciones escritas y compuestas por Álvaro Henríquez y Roberto Lindl, excepto donde se indique. 
| N.º   | Título                                                 | Escritor(es)  | Duración |  |
| 1.    | «Déjate caer» (Primer sencillo del álbum)              |               | 3:24     |  |
| 2.    | «Hojas de té» (Tercer sencillo del álbum)              | Henríquez     | 3:37     |  |
| 3.    | «La espada y la pared» (Segundo sencillo del álbum)    |               | 5:04     |  |
| 4.    | «Dos en uno»                                           |               | 5:54     |  |
| 5.    | «Tírate» (Cuarto sencillo del álbum)                   | Henríquez     | 3:18     |  |
| 6.    | «Te desheredo»                                         |               | 4:49     |  |
| 7.    | «Partir de cero»                                       |               | 4:18     |  |
| 8.    | «Moizefala»                                            | Henríquez     | 4:37     |  |
| 9.    | «V & V» (Instrumental)                                 |               | 2:56     |  |
| 10.   | «Me rompió el corazón»                                 | Henríquez     | 4:33     |  |
| 11.   | «La espada» (Extracto de "La espada & la pared")       |               | 0:40     |  |
| 12.   | «Tu cariño se me va» (Cover de Buddy Richard)          | Buddy Richard | 2:51     |  |
| 13.   | «All Tomorrow's Parties» (Cover de Velvet Underground) | Lou Reed      | 4:58     |  |
| 48:00 |                                                        |               |          |  |

## Intérpretes

### Los Tres
- Álvaro Henríquez – Voz, Guitarra, Órgano en "Dos en Uno", "Partir de Cero" y "Moizefala"
- Roberto Lindl – Bajo y Contrabajo
- Francisco Molina – Batería
- Ángel Parra – Guitarra

### Invitados
- Antonio Restucci – Mandolina en "Déjate Caer" y "Me Rompió el Corazón"
- Cuti Aste – Acordeón en "La Espada & la Pared" y "Tírate"
- Buddy Richard – Voz en "Tu Cariño Se Me Va"

## Créditos
- Producción ejecutiva: Jorge Undurraga (Sony Music Chile); Sergio García (Sony Music Argentina)
- Dirección artística: Leo García (Sony Music Chile)
- Ingeniero de sonido: Guido Nisenson
- Mezclado por Mario Breuer, Guido Nisenson & Los Tres en "New River Studio" (Estados Unidos)
- Mezcla asistida por Riley Conelli.
- Masterizado por Mario Breuer & Álvaro Henríquez en los estudios "Soundesigner" (Argentina)
- Fotografía: Gonzalo Donoso
- Diseño: Bloc, Álvaro Henríquez & Bobe
- Imagen carátula: "Detalle de Retrato de Nadia Repina" (Iliá Repin), pintura gentileza de Aurora Arts Publisher (Leningrado, Rusia)

## Presentaciones
Antes del lanzamiento oficial en Chile, mostraron su trabajo en el Museo de Historia Natural de Nueva York, donde ofrecieron dos conciertos electroacústicos frente a una audiencia de mayoría mexicana, venezolana y puertorriqueña. Al concierto concurrieron ejecutivos internacionales de Sony Music, quienes, al apreciar la calidad del grupo adelantaron la participación de la banda en la Convención Internacional que la compañía discográfica realizará en Boca Ratón, Miami, Estados Unidos. La presentación oficial en Chile se realizó con una gira nacional que incluyó presentaciones por numerosas ciudades del territorio.
Déjate caer, "La espada & la pared", "Tírate", "Te desheredo" y "Me rompió el corazón" fueron ejecutadas en versiones en vivo para el disco Los Tres MTV Unplugged de 1995. Los cinco singles del disco se incluyeron en el compilatorio Grandes éxitos de 2006.

## Crítica y distinciones
Tras el lanzamiento del álbum La espada & la pared, Los Tres establecieron un inusual récord discográfico. En sólo 25 días obtuvo disco de oro y en 46 días alcanzó la categoría de disco de platino.
La prensa, la radio y la televisión locales dedicaron gran espacio para comentar este hecho que marca la gravitación que ostentan Los Tres en el concierto general chileno y los ratifica como "la banda de mayor proyección" de esos momentos.
Frank Welzer, director para América Latina de Sony Music, manifestó en declaraciones al diario El Mercurio que: "Los Tres son el grupo que en el plazo intermedio debería grabar en inglés para incursionar en el mercado estadounidense y europeo al tener una propuesta musical única y de gran calidad".

### Listas
| Publicación   | País           | Lista                                                   | Año  | Puesto |
| ------------- | -------------- | ------------------------------------------------------- | ---- | ------ |
| Al Borde      | Estados Unidos | Los 250 álbumes más importantes del Rock Iberoamericano | 2006 | 61     |
| Rolling Stone | Chile          | Los 50 mejores discos chilenos                          | 2008 | 10     |